# 實咲凜音
実咲凜音 （日语：みさき りおん、7月5日—），前寶塚歌劇團宙組首席娘役。
出生於日本兵庫縣神戸市，高中就讀於兵庫縣立須磨友が丘高等学校。身高163公分，血型A型。暱稱「みりおん(Mirion)」、「りおん(Rion)」。
現為HoriPro Booking Agency旗下的藝人。

## 簡介
- 2007年4月，進入寶塚音樂學校，為第95期生。同期生包括愛希れいか(前月組首席娘役)、妃海風(前星組首席娘役)、柚香光(花組首席男役)、禮真琴(星組首席男役)、伶美うらら、朝美絢、月城かなと(月組首席男役)、水美舞斗等。
- 2009年4月，進入寶塚歌劇團，以第四名的成績進入歌劇團，為當期娘役中的第一名[3]。初舞台為宙組公演「Amour それは…」，之後分配至花組。
- 2012年5月29日，組替至宙組。
  - 7月2日，就任宙組的首席娘役，擔任凰稀かなめ的相手役。兩人的大劇場首場公演（お披露目公演）為『銀河英雄傳説@TAKARAZUKA』。
- 2015年2月16日，於凰稀かなめ退團後，繼續擔任朝夏まなと的相手役，新搭檔的先行公演為『TOP HAT（トップ・ハット）』，大劇場首場公演為『獻給王家的歌』[4]。
- 2017年4月30日，於東京寶塚劇場公演『王妃の館／VIVA! FESTA!』最後一場演出（千秋楽）後退團。
  - 7月，宣布開始退團後的演藝活動。目前為HORIPRO事務所旗下藝人。
  - 9月，演出電視劇『名奉行!遠山の金四郎』(TBS)，為退團後首次參與電視劇的演出。
  - 12月，參與『屋頂上的提琴手』的演出[5]。

## 寶塚歌劇團時期的主要舞台

### 組配屬以前
- 『薔薇に降る雨／Amour それは…』（宙組）（2009年4月-5月/寶塚大劇場）　＊初舞台

### 花組時代
- 『凡爾賽玫瑰外傳‧安德烈篇／EXCITER!!』（2009年9月-11月） 新人公演飾演：イザベラ（正式公演：白華れみ 飾）
- 『BUND／NEON 上海』（2010年1月/寶塚Bow Hall）飾演：申麗秋
- 『虞美人―新たなる伝説―』（2010年3月-5月）新人公演飾演：桃娘（正式公演：望海風斗 飾）
- 『麗しのサブリナ／EXCITER!!』（2010年7月-10月）飾演：ジュリー、新人公演飾演：サブリナ・フェアチャイルド（正式公演：蘭乃はな 飾）　＊首次擔任新人公演的女主角
- 『CODE HERO』（2010年11月-12月/寶塚Bow Hall、日本青年館）飾演：ヴァネッサ　 ＊首次擔綱Bow Hall的女主角
- 『愛のプレリュード／Le Paradis!! 』（2011年2月-4月）新人公演飾演：パメラ・クレメー（正式公演：天咲千華 飾）
- 『ファントム(魅影)』（2011年6月-9月）飾演：幼年的エリック、新人公演飾演：クリスティーヌ（正式公演：蘭乃はな 飾）
- 『カナリア』（2011年10月-11月/梅田DramaCity劇場）飾演：アジャーニ
- 『復活／カノン』（2012年1月-3月）飾演：ミッシィ、新人公演飾演：カチューシャ（正式公演：蘭乃はな 飾）
- 『近松・戀の道行』（2012年5月/寶塚Bow Hall、日本青年館）飾演：柏屋さが

### 宙組主演娘役時代
- 『銀河英雄傳説@TAKARAZUKA』（2012年8月-11月）飾演：希爾格爾·馮·瑪林道夫＊大劇場披露公演
- 『銀河英雄傳説@TAKARAZUKA』（2013年1月/博多座）飾演：希爾格爾·馮·瑪林道夫
- 『基督山伯爵／Amour de 99!!－99年の愛－』（2013年3月-6月）飾演：美蒂絲、新人公演：オービーヌ（本役：鈴奈沙也）
- 『泡沫之戀／Amour de 99!!－99年的愛－』（2013年7月-8月/全國巡演）飾演：玛丽·韦策拉
- 『亂世佳人』（2013年9月-12月）飾演：梅蘭妮·哈密頓
- 『羅伯特·卡帕 魂的紀錄／橙香之風II』（2014年2月/中日劇場）飾演：格爾達·塔羅
- 『凡爾賽玫瑰‧奧斯卡篇』（2014年5月-7月）飾演：羅莎莉
- 『凡爾賽玫瑰‧菲爾遜與瑪麗・安托瓦內特篇』（2014年8月-9月/全國巡演）飾演：瑪麗・安托瓦內特
- 『白夜的誓言 -古斯塔夫三世、高傲王者的戰爭-／PHOENIX 寶塚!! ―重生之愛―』（2014年11月-2015年2月）飾演：瑞典王后丹麥的索菲亞·瑪格達列娜
- 『TOP HAT』（2015年3月-4月/梅田藝術劇場、赤坂ACT劇場）飾演：デイル・トレモント
- 『獻給王家之歌』（2015年6月-8月）飾演：阿依達
- 『憂鬱的小白臉-危險的繼承人／橙香之風Ⅲ』（2015年10月-11月/全國巡演）飾演：フェリシア
- 『莎士比亞〜滿天之無盡言語〜／HOT EYES!!』（2016年1月-3月）飾演：安妮·哈瑟維(莎士比亞之妻)
- 『獻給王家之歌』（2016年5月/博多座）飾演：阿依達
- 『伊莉莎白 - 愛與死的輪舞)』（2016年7月-10月）飾演：伊麗莎白皇后
- 『雙頭之鷲』（2016年11月-12月/寶塚Bow Hall、KAAT神奈川藝術劇場）飾演：伊麗莎白皇后
- 実咲凜音Music Salon『Million Carat!』（2017年3月/寶塚酒店）
- 『王妃之館／VIVA!FESTA!』（2017年2月-4月）飾演：櫻井玲子　＊退團公演

## 寶塚退團後主要作品

### 舞台
- 三越劇場PRESENTS朗読舞台『逢いたくて』(2017年9月/三越劇場) 飾演：しづゑ
- 『屋根の上のヴァイオリン弾き (屋頂上的提琴手)』（2017年12月/東京日生劇場、静岡市清水文化會館、愛知縣藝術劇場、博多座、ウェスタ川越）飾演：大女兒彩特
- 『ロジャース／ハート (Rodgers/Hart)』(2018年8月 - 9月/DDD AOYAMA CROSS THEATER、松下IMPホール、やまと芸術文化ホール メインホール) 飾演：ドロシー
- 『ライムライト (Limelight)』(2019年4月 - 5月/シアタークリエ、シアタードラマシティ、久留米シティプラザ、日本特殊陶業市民会館ビレッジホール) 飾演：テリー
- A New Musical『FACTORY GRLS〜私が描く物語〜』(2019年9月-10月/赤坂ACTシアター、梅田芸術劇場メインホール) 飾演：アビゲイル
- 『スクルージ〜クリスマス・キャロル〜』(2019年12月/日生劇場) 飾演：イザベル / ヘレン

### 電視劇
- 『名奉行!遠山の金四郎』（TBS，2017年9月）飾演：朧月

## 得獎
- 2011年、「阪急すみれ会パンジー賞」新人賞
- 2012年、「宝塚歌劇団年度賞」2011年度新人賞
- 2014年、「阪急すみれ会パンジー賞」娘役賞
- 2015年、「宝塚歌劇団年度賞」2014年度優秀賞

## 外部連結
- 寶塚歌劇團公式網頁（页面存档备份，存于） (日文)
- 寶塚歌劇團中文公式網頁（页面存档备份，存于）
- 実咲凜音公式プロフィール （页面存档备份，存于）
- 実咲凜音Official Blog （页面存档备份，存于）
- 実咲凜音Instagram （页面存档备份，存于）
- 東京都會電視台網站實咲凜音簡介宝塚カフェブレイク登場人物實咲凜音，存档于Archive.today（存檔日期 20250423）